# Drepanosticta quadrata
Drepanosticta quadrata är en trollsländeart som först beskrevs av Selys 1860.  Drepanosticta quadrata ingår i släktet Drepanosticta och familjen Platystictidae. Inga underarter finns listade i Catalogue of Life.